# Softgun
En softgun er et våben (markør), der skyder med 6 mm plastikkugler, og er tro kopier af rigtige våben. De findes både som pistoler og geværer. De er beregnet til at spille hardball med. Softguns fremstilles ofte som replika af rigtige skydevåben, eksempelvis M16, M4, AK-47 etc. 
Der er flere forskellige former for soft-guns, og der er forskellig drivmidler til dem:
- Manuel
- Gas
- Elektrisk
- C02

## Manuel
Med manuelle markører skal man selv lade en kugle hver gang man vil skyde, ved at tage ladegreb på markøren. Manuelle markører er ofte fjederdrevne, og kan både være pistoler, rifler og shotguns.
Der findes også manuelle soft-guns der bruger gas som drivmiddel, oftest i form af snigskytte-rifler eller shotguns.

## Gas
Gasdrevne markører er mest pistoler, maskinpistoler og granatkastere.
Som navnet siger er drivmidlet på disse markører af gas, som fyldes i en lille tank der sidder i markøren, der findes der også gasvåben der har en ekstern tank som man kan have i et bælte, men disse er ikke almindelige. Oftest er disse tanke i magasinet.

## Elektrisk
Elektriske markører har en lille motor som er tilkoblet et batteri, motoren driver en fjeder, der producerer lufttryk ved hjælp af et stempel, og skyder de små kugler af sted. Elektriske markører er primært rifler og automatvåben.
Mange dele i elektriske våben kan skiftes ud, så effekten kan forøges. Dette kaldes at tune markøren.

## Forhold til den danske våbenlov
Softgun ligner rigtige våben og er i Danmark er underlagt våbenloven, der forbyder salg af softguns til personer under 18 år. Det er dog lovligt at spille med i en klub som 16-årig med forældres samtykke. Det er ulovligt at gå med en softgun i offentligheden.